# Лаймская художественная академия
Лаймская художественная академия (англ. Lyme Academy College of Fine Arts) — художественный колледж в городе Олд-Лайм, в штате Коннектикут, США.
Основана в 1976 году американской художницей Элизабет Гордон Чендлер.
Академией присваивается степень бакалавра свободных искусств, по окончании образовательных программ: живопись; скульптура; книжная графика.
Большинство преподавателей являются выпускниками известных высших учебных заведений: отделение живописи Йельского университета или Хардфордской художественной школы (Университет Хартфорда).
В 2014 году Лаймская художественная академия была включена в структуру Университета Нью-Хейвена.